# 東尼·霍爾
查爾斯·安東尼·理查德·霍爾爵士（英語：Sir Charles Antony Richard Hoare，縮寫為C. A. R. Hoare，1934年1月11日—），暱稱為東尼·霍爾（英語：Tony Hoare，一譯托尼·霍爾），生於大英帝國錫蘭可倫坡（今斯里蘭卡），英國計算機科學家，圖靈獎得主。他設計了快速排序演算法、霍尔逻辑、通信顺序进程。

## 生平
東尼·霍爾的父親是一位公務員，服務於英屬錫蘭。其母親是茶園主人的女兒。
東尼·霍爾在可倫坡出生，在英國本土受教育。1956年，在牛津大學墨頓學院取得西洋古典學學士學位。在大學畢業後，進入英國皇家海軍服兵役18個月，在此學會俄語。1958年退伍後，回到牛津大學，研讀統計學，取得學士後學位。在此期間，開始學習程式設計，他跟著Leslie Fox學習Autocode。為了進一步學習俄語，他以英國文化協會的交換學生身份，至蘇聯莫斯科國立大學留學，跟隨安德雷·柯爾莫哥洛夫學習數學，並研究機器翻譯。
1960年，在莫斯科國立大學取得博士學位後，任職於倫敦艾略特兄弟公司（Elliott Brothers Ltd），開發出第一個商用的ALGOL 60編譯器，很快就成為公司的首席工程師。
1968年，成為貝爾法斯特女王大學的教授。1977年回到牛津大學擔任教授。現為牛津大學榮譽教授，並在劍橋微軟研究院擔任研究員。

## 學術贡獻
他開發了幾個著名的演算法，包括Quicksort與Quickselect。
在作業系統中，他提出哲学家就餐问题，並發明用來作為同步程序的監視器（Monitors）以解決這個問題。他同時證明了監視器與信號標（Semaphore）在邏輯上是等價的。

## 榮譽
1980年，獲頒圖靈獎。
1982年，成為英國皇家学会院士。
2000年，因為他在計算機科學與教育方面的傑出貢獻，獲得英國王室頒贈爵士頭銜。
2011年，獲頒約翰·馮諾依曼獎。

## 著作
- O.-J. Dahl, E. W. Dijkstra and C. A. R. Hoare. . Academic Press. 1972. ISBN 0-12-200550-3. OCLC 23937947.
- C. A. R. Hoare (1985). Communicating Sequential Processes. Prentice Hall International Series in Computer Science. ISBN 978-0131532717 (hardback) or ISBN 978-0131532892 (paperback). (Available online at http://www.usingcsp.com/ （页面存档备份，存于） in PDF format.)
- C. A. R. Hoare and M. J. C. Gordon. . Prentice Hall International Series in Computer Science. 1992. ISBN 0-13-572405-8. OCLC 25712842.
- C. A. R. Hoare and He Jifeng. . Prentice Hall International Series in Computer Science. 1998. ISBN 0-13-458761-8. OCLC 38199961.

## 外部連結
- Tony Hoare - Microsoft Research （页面存档备份，存于）（英文）